# Fernando Sebastián Aguilar
Fernando Sebastián Aguilar (ur. 14 grudnia 1929 w Calatayud, zm. 24 stycznia 2019 w Maladze) – hiszpański duchowny katolicki, arcybiskup Pampeluny i Tudeli w latach 1993–2007.

## Życiorys
W młodości wstąpił do zakonu klaretynów i przyjął święcenia kapłańskie 28 czerwca 1953. 22 sierpnia 1979 został mianowany biskupem León, a 29 września przyjął sakrę. Zrezygnował z kierowania diecezją 28 lipca 1983. W latach 1982–1988 był sekretarzem generalnym Konferencji Episkopatu Hiszpanii.
8 kwietnia 1988 został biskupem koadiutorem Grenady. 26 marca 1993 został mianowany arcybiskupem Pampeluny. Od września 2003 do maja 2004 pełnił także rolę administratora apostolskiego diecezji Calahorra y La Calzada-Logroño. W latach 1993–1999 oraz 2002–2005 był wiceprzewodniczącym Konferencji Episkopatu Hiszpanii.
31 lipca 2007 przeszedł na emeryturę.
W Święto Chrztu Pańskiego, 12 stycznia 2014, papież Franciszek ogłosił jego nominację kardynalską, której dokonał oficjalnie na konsystorzu w dniu 22 lutego 2014. Zmarł 24 stycznia 2019 w Maladze.